# Programa de Actividades

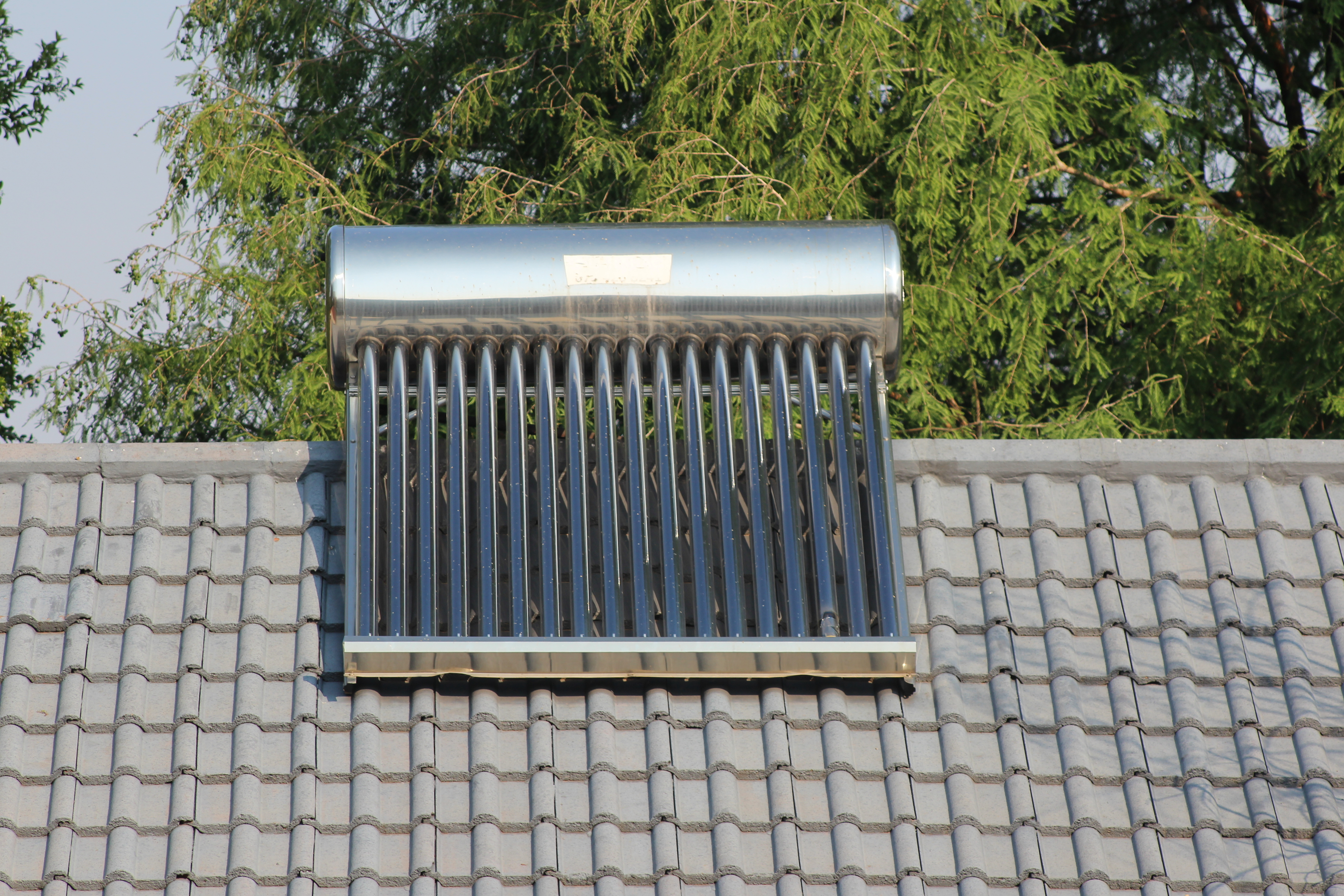
Los calentadores solares de agua, como este en Johannesburgo, Sudáfrica, son un ejemplo de utilización de Programas de Actividades.

El Programa de Actividades (PoA por sus siglas en inglés) es una modalidad de desarrollo de proyecto bajo el Mecanismo de desarrollo limpio (CDM por sus siglas en inglés) de la Convención Marco de las Naciones Unidas sobre el Cambio Climático (UNFCCC por sus siglas en inglés).

## Justificación de los PoA
El objetivo de los PoA es permitir que se incluyan en el CDM proyectos reproducibles con bajas reducciones de emisiones de gases de efecto invernadero y físicamente extendidas. Estos proyectos gozan a menudo de mayor sostenibilidad, pero son demasiado pequeños para sufragar los costes de transacción que supone el proceso CDM. En particular se esperaba que los PoA propiciaran una mayor participación de los países africanos en el CDM.

## Trasfondo histórico
La idea de los PoA vino de una decisión tomada en la conferencia de las partes en la UNFCCC (COP por sus siglas en inglés) en diciembre de 2005 en Bonn, Alemania, donde  se decidió que las políticas o estándares locales, regionales o nacionales no pueden considerarse como actividades de proyecto CDM, pero las actividades de proyecto bajo un PoA pueden registrarse como una única actividad de proyecto CDM. En su 36.ª reunión (noviembre de 2007), la junta ejecutiva del CDM aprobó las plantillas oficiales para los documentos de diseño del proyecto adecuados para un PoA (denominados PoA-DD) y publicó procedimientos para registrar un PoA y expedir el correspondiente certificado de reducción de emisiones (CER por sus siglas en inglés). Esta junta también enmendó las metodologías CDM a pequeña escala para adecuarlas a actividades programáticas. Tras su 47.ª reunión (mayo de 2009) esta junta publicó una guía de PoA mejorada que, además de un periodo de gracia hasta el 31 de diciembre de 2009 para registrar como PoA iniciativas ya implantadas asimilables a esta figura, favoreció un aumento de las solicitudes de PoA a esta junta: a finales de 2009 su número había crecido alrededor del 40 %. En noviembre de 2010, tras la 57.ª reunión de esta junta, un total de 54 PoA estaban siendo validadas y 5 se habían registrado.

## Estructura actual
La estructura clásica del CDM utiliza un proceso "proyecto a proyecto" para registrar y verificar proyectos. Esto implica unos costes de transacción muy altos, un tiempo largo para poner el proyecto en el mercado y un elevado riesgo de que el proyecto no se inscriba. También es muy difícil llevar a cabo tal proceso en los países menos desarrollados y en los pequeños estados insulares en desarrollo (SIDS por sus siglas en inglés), donde el tamaño medio del proyecto y el del mercado nacional tienden a ser inferiores, de modo que los costes de transacción relativos son más elevados. Para reducir costes de transacción en el CDM y ampliar la aplicabilidad del mecanismo a microactividades, la junta ejecutiva del CDM introdujo la modalidad PoA. Bajo esta modalidad, una entidad coordinadora o gestora del PoA (CME por sus siglas en inglés), que por ejemplo puede ser un organismo estatal, una ONG o una empresa, desarrolla un PoA que define amplios parámetros para las actividades (denominadas con las siglas inglesas CPA, que corresponden a CDM Programme Activities) que se pueden incluir en este PoA. Mientras que los proyectos CDM aislados tienen que ser aprobados individualmente por la junta ejecutiva del CDM, un PoA solo necesita registrarse una vez ante esta junta. Después puede incluir un número ilimitado y no especificado de CPA individuales sin presentarse de nuevo ante esta junta.

## Ejemplos
Proyectos que distribuyen lámparas fluorescentes compactas, hornillos eficientes para cocinar, reforma de edificios para aumentar su eficiencia energética o calentadores solares de agua son algunos ejemplos donde pueden utilizarse los PoA definidos por el CDM. Esta modalidad también se puede aplicar a actividades de escala algo mayor, como centrales minihidráulicas o compostaje.

## Ventajas e inconvenientes
La utilización de un PoA supone varias ventajas para un proyecto de reducción de emisiones de gases de efecto invernadero:
- Las actividades individuales (CPA) dentro de un PoA tardan mucho menos en asegurar los ingresos de un CER, porque la inclusión de una CPA en un PoA registrado ya no requiere aprobación de la junta ejecutiva del CDM en Bonn.
- Añadir una CPA a un PoA supone costes de transacción sustancialmente inferiores que los de proyectos CDM individuales, porque los procesos de registro y verificación para esas CPA se aceleran.
- Completa escalabilidad: a diferencia de un proyecto CDM estándar, un PoA no necesita definir por adelantado la escala y la ubicación de cada actividad.
- Oportunidades de convertir ingresos futuros (cuando el proyecto esté en marcha) por reducción de emisiones en financiación previa al reducir el riesgo de no registro y al acortar el lapso anterior a la recepción del ingreso del CDM. Este punto es particularmente importante, porque puede mejorar la adicionalidad factual de los proyectos CDM, al hacer tangibles los ingresos relacionados con las reducciones en el momento de cierre financiero del proyecto (cuando se termina de acordar con bancos e inversores cómo se va a financiar: créditos, acciones, bonos, etc.).

Los proyectos que utilizan PoA también puede tener varias desventajas sobre los proyectos que emplean otros enfoques:
- Mayores costes de transacción para el registro inicial del PoA y la primera CPA.
- Mayor tiempo de inscripción inicial para el PoA y la primera CPA.
- Responsabilidad de la entidad operacional designada (DOE por sus siglas en inglés) no resuelta a nivel de CPA.[1]

### Responsabilidad de la entidad operacional designada
En un PoA se da a la DOE la potestad de decidir si se incluye o no una CPA dentro del PoA.
Esta transferencia de responsabilidad de la junta ejecutiva del CDM a la DOE no se concede sin garantías. Para evitar la inclusión incorrecta de CPA dentro del PoA, esta junta ha preparado un conjunto de reglas  que permiten a la autoridad nacional designada (DNA por sus siglas en inglés) o a la propia junta cuestionar las decisiones de la DOE. Otras características de este mecanismo para asegurar la responsabilidad son:
- El proceso de inclusión errónea puede iniciarse si se sospecha que una CPA no cumple los criterios de elegibilidad.
- Un solo miembro de la junta o la DNA pueden pedir la iniciación de un proceso de inclusión errónea.
- El proceso de revisión de la inclusión de una CPA en un PoA puede iniciarse durante toda la duración de esa CPA.
- Si la junta determina que una CPA ha sido erróneamente incluida, entonces la DOE debe devolver todos los CER expedidos para esta CPA errónea.
- El proceso de inclusión errónea puede ampliarse a otras CPA.

Este mecanismo de responsabilidad se considera inoperante por las razones siguientes: 
- Una CPA puede revisarse en cualquier momento, incluso muchos años después de su inclusión en el PoA.
- Tampoco está claro qué constituye una inclusión errónea. Puede ser cualquier cosa, desde unas coordenadas incorrectas a conductas muy reprobables de la DOE o información fraudulenta.
- Según las reglas actuales, una DOE podría tener que devolver CER muchos años después, y tendría que obtenerlos a un precio de mercado que podría ser sumamente mayor que el precio al que lo obtuvo inicialmente.

Muchos PoA que se están validando actualmente se han lanzada anticipando que se resolvería este asunto de la responsabilidad de la DOE, como también lo pidió la CMP 5 (siglas en inglés de Conference Meeting of the Parties, equivalentes a COP 15). Si no se reforman las reglas correspondientes, entonces muchos de estos PoA no serán viables porque, o bien la DOE será incapaz de incluir CPA, o bien los honorarios que cobrará esta DOE serán demasiado elevados. Como consecuencia, esta responsabilidad no ha contribuido a popularizar los PoA entre las DOE. Muchas DOE se muestran poco dispuestas a validar PoA y reticentes a incluir nuevas CPA. Hasta el momento solo el PoA 2767 ha conseguido incluir CPA.

## Cartera de PoA
De 59 PoA, 9 se localizan en África (15 %), 1 en Oriente Medio (2 %), 38 en Asia (64 %) y 9 en Latinoamérica (19 %). Si a primera vista el centro de gravedad de los PoA reside en Asia, la desigualdad entre Asia y el resto del mundo no es tan fuerte como para el CDM.